# Шабан Шаулић
Шабан Шаулић (Шабац, 6. септембар 1951 — Билефелд, 17. фебруар 2019) био је српски и југословенски певач. У току богате каријере у медијима и од публике је добио надимак „краљ народне музике”.

## Биографија
Рођен је 6. септембра 1951. у бошњачкој породици у Шапцу. Његова мајка Илдуза Демировић је из Бијељине, где је он и сам провео доста времена.
Шаулић је живео и радио у Београду. Са својом супругом Горданом је имао троје деце — Санелу, Илду и Михајла као и ванбрачног сина Роберта којег је добио пре познанства са Горданом. Омиљени хобији су му били пецање у својој викендици у Крчедину и фудбал.
Шаулићева кума је била Зорица Брунцлик. Добитник је Награде за животно дело од стране Савеза естрадно-музичких уметника Србије 2018. године.

## Стваралаштво
Први албум Шабана Шаулића је изашао 1969. године, када је имао осамнаест година. До 1976. године, аутор његових песама је био Буца Јовановић, а од те године компоновао је велики број својих хитова, најчешће на текст Радета Вучковића.
Године 1985. Раде Вучковић је написао песму „Гордана” коју је Шабан посветио својој супрузи. Песме „Дођи да остаримо заједно” и „Два галеба бела”, према оцени критичара, једну су од најбољих народних песама икада отпеваних. Осим ових песама, велики хитови Шабана Шаулића су били и: „Увенуће нарцис бели”, „Сине”, „Данима те чекам”, „Снег је опет, Снежана”, „Одлазиш, одлазиш”, „Позн'o бих те међ' хиљаду жена”...
Појавио се у филму Сок од шљива 1981. године, а у другој сезони серије Убице мог оца отпевао је песму „Немам више никога”, за коју је музику и текст написала Александра Ковач. Био је у жирију Звезда Гранда (2013—2016) и Пинкових звезда (2016—2017).
Поводом Дана државности Србије, Шабан Шаулић је постхумно одликован златном медаљом за заслуге, орден је уручен удовици Гордани Шаулић 15. фебруара 2020. године.
У Шапцу, родном граду краља народне музике, свечано је откривен споменик 6. септембра 2022. године, који је подигнут у његову част симболично на дан када би прославио 71. рођендан.

## Смрт
Након повратка са концерта у Билефелду (Немачка), на ауто-путу, у аутомобил у којем се Шабан налазио са својим кумом Слободаном Стојадиновићем и возачем, клавијатуристом Мирсадом Керићем, ударило је возило којим је управљао 34-годишњи Турчин, а који је био у алкохолисаном стању (више од промила алкохола у крви) и без возачке дозволе. Шаулић је доживео срчани удар и преминуо у болници, Стојадиновић је теже повређен и није животно угрожен, док је Керић задобио тешке телесне повреде и преминуо сутрадан.
Шабанова смрт изазвала је бурне реакције јавности у Србији и њеном окружењу. Од певача су се опростили његови породични пријатељи: кума Зорица Брунцлик и њен супруг Мирољуб Аранђеловић Кемиш, Злата Петровић, Хасан Дудић, Ђани, Гоца Божиновска, Харис Џиновић, Снежана Ђуришић, Лепа Брена, Цеца Ражнатовић и други. Велики број људи из света политике, музике, телевизије и спорта, такође се окупио у дому Шаулића или изјавио саучешће Шабановој породици, речима да је умро „краљ народне музике”. Између осталих, то су Александар Вучић, Драгана Мирковић, Ивица Дачић, Весна Змијанац, Јелена Карлеуша, Аца Лукас, Бранислав Лечић, Дара Бубамара, Марија Шерифовић, Индира Радић, Огњен Амиџић, Сека Алексић, Саша Поповић, Јана, Миле Китић, Стоја, Ацо Пејовић, Вики Миљковић, Ана Бекута, Жељко Јоксимовић, Ана Николић, Љуба Аличић, Мерима Његомир, Неда Украден као и фудбалски клубови Црвена звезда и Партизан.
Сахрањен је 22. фебруара 2019. године у Алеји заслужних грађана на Новом гробљу у Београду.

## Дискографија
Прву сингл-плочу Дајте ми утјеху снимио је 1969. године за ПГП-РТБ. Укупно је снимио двадесет и две сингл-плоче и више од тридесет албума.
| - 1972. Био сам пијанац - 1974. Тужно ветри гором вију - 1975. Шабан Шаулић - 1978. Дођи да остаримо заједно - 1979. Судбина је моја у рукама њеним - 1980. Поново смо на почетку среће - 1981. Мени је с тобом срећа обећана - 1982. Све сам с тобом изгубио - 1984. Теби не могу да кажем не — Не плачи, душо - 1985. Кафанска ноћ - 1986. Кад би чаша знала — Лаку ноћ, љубави - 1986. Бисери народне музике - 1987. Краљ боема верује у љубав - 1988. Само за њу - 1988. Време за заљубљене - 1989. Љубав је песма и много више - 1990. Помози ми, друже, помози ми, брате - 1990. Љубавна - 1992. Анђеоска врата - 1994. Љубавна драма - 1995. Волим да волим - 1996. Теби која си отишла - 1996. Од срца - 1997. Љубав је слатка робија - 1998. Тебе да заборавим - 2000. За нови миленијум - 2001. Нема ништа, мајко, од твога весеља - 2002. Краљ и слуга - 2003. Шабан Шаулић - 2005. Тело уз тело - 2006. Богати сиромах - 2008. Шабан Шаулић | - 1969. Дајте ми утјеху - 1970. Сутра нек’ дође крај - 1970. Због неверства једне жене - 1971. Сада је свему крај - 1972. Сјећам се те жене - 1972. Био сам пијанац - 1973. Два ока њена - 1973. Не питај ме како ми је, друже - 1974. Душа ме боли, драга - 1974. Како си, мајко, како си, оче - 1975. На столу писмо од мајке / Волео сам твоје очи плаве - 1975. Ти мотику, а ја плуг - 1975. Ти си сада срећна - 1976. Увенуће нарцис бели - 1976. Није он човек за тебе - 1977. Немој поглед да сакриваш - 1978. Дођи да остаримо заједно / Због тебе сам постао такав - 1978. Позн'о бих те међ' хиљаду жена / Само мене волела си лажно - 1979. Два галеба бела - 1979. С намером дођох у велики град - 1981. Не плачи, добри домаћине - 1981. Снег је опет, Снежана / Најлепша жено времена свих |

### Највећи хитови
Најпознатији је по песмама Дајте ми утјеху, Увенуће нарцис бели, Лепотица града, Немој поглед да сакриваш, Позн’о бих те међ’ хиљаду жена, Само мене волела си лажно, Дођи да остаримо заједно, Лепи дани мог детињства, Данима те чекам, Мој животе друг ми ниси био, Два галеба бела, С намером дођох у велики град, Пружи руку помирења, Снег је опет, Снежана, Најлепша жено времена свих, Мени је с тобом срећа обећана, Мајко, све ти опраштам, Краљ боема, Све сам с тобом изгубио, Одлазиш, одлазиш, Још ову ноћ, Ако ме тражиш, Виђаш ли ми стару љубав, Гордана, Ноћас ми се с тобом спава, Краљице мога срца, Хвала ти за љубав, Верујем у љубав, Хајде мала да правимо лом, Срно моја малена, Тебе да заборавим, Бојана, Рашири руке мајко стара (ориг. Зорица Брунцлик; са Брунцликовом песме Како ти је, како живиш и Шта ја немам то што она има), Цвета, Ех, што нисам ланчић мали, Нема ништа мајко од твога весеља, Ти ме вараш најбоље, Шадрвани и Жал.

## Фестивали
- 1970. Београдско пролеће - Дајте ми утјеху (Вече народне музике)
- 1970. Илиџа — Сутра нек’ дође крај
- 1971. Илиџа — Сада је свему крај
- 1973. Београдски сабор — Два ока њена
- 1975. Хит парада — На столу писмо од мајке
- 1975. Југословенски фестивал Париз — Ти си сада срећна, прва награда публике и победничка песма
- 1976. Хит парада — Увенуће нарцис бели
- 1977. Хит лета — Немој поглед да сакриваш
- 1978. Хит парада — Позн’о бих те међ’ хиљаду жена, победничка песма
- 1979. Хит љета — Два галеба бела, победничка песма
- 1979. Хит парада — Два галеба бела
- 1984. МЕСАМ — Не плачи душо
- 1988. Распевана јесен — Распевана јесен
- 1990. Посело 202 - Био сам пијанац / Хајде срећо моја
- 1991. МЕСАМ — Ех, што нисам ланчић мали
- 2008. Илиџа - Сада је свему крај / Дајте ми утјеху (Вече легенди фестивала)
- 2012. Моравски бисери — Принц на белом коњу / Чекање ме разболело (Гост ревијалног дела фестивала)
- 2014. Моравски бисери - Награда за животно дело
- 2018. Сабор народне музике Србије, Београд - Добитник естрадно - музичке награде Србије за животно дело
- 2020. Сабор народне музике Србије, Београд, Национална награда СЕМУС-а (постхумно)

## Концерти
Дана 25. новембра 2011. године у „Сава центру” у Београду је одржао солистички концерт. У марту 2013. године одржао је два концерта у истој дворани. Концертом у „Београдској арени”, 6. октобра 2018. године обележио је педесет година каријере.
- 2011. „Сава центар”
- 2013. „Сава центар”, два концерта
- 2018. „Београдска арена”

## Популарна култура
Његов лик се појављује у следећим филмовима, углавном као певач:
- Сок од шљива (1981);
- Џет-сет (2007);
- Убице мог оца (2017).